# Arrondissement de Bad Kissingen
L'arrondissement de Bad Kissingen est un arrondissement  ("Landkreis" en allemand) de Bavière   (Allemagne) situé dans le district ("Regierungsbezirk" en allemand) de Basse-Franconie. 
Son chef lieu est Bad Kissingen.

## Villes, communes & communautés d'administration
(nombre d'habitants en 2006)
| Villes 1. Bad Brückenau (7 208) 2. Bad Kissingen, Große Kreisstadt (24 231) 3. Hammelburg (11 806) 4. Münnerstadt (7 994) Märkte 1. Bad Bocklet (4 579) 2. Burkardroth (7 920) 3. Elfershausen (2 965) 4. Euerdorf (1 644) 5. Geroda (933) 6. Maßbach (4 832) 7. Oberthulba (5 167) 8. Schondra (1 852) 9. Sulzthal (939) 10. Wildflecken (3 250) 11. Zeitlofs (2 224) | Gemeinden 1. Aura an der Saale (890) 2. Fuchsstadt (1 870) 3. Motten (1 935) 4. Nüdlingen (4 224) 5. Oberleichtersbach (2 121) 6. Oerlenbach (5 218) 7. Ramsthal (1 212) 8. Rannungen (1 220) 9. Riedenberg (1 076) 10. Thundorf in Unterfranken (1 179) 11. Wartmannsroth (2 308) Gemeindefreie Gebiete (123,55 km², tous inhabités) 1. Dreistelzer Forst (0,85 km²) 2. Eckartser Hart und Fondsberg (0,80 km²) (dissout le 1er janvier 2006) 3. Forst Detter-Süd (11,38 km²) 4. Geiersnest-Ost (19,63 km²) 5. Geiersnest-West (2,42 km²) 6. Großer Auersberg (4,68 km²) 7. Kälberberg (2,35 km²) 8. Mottener Forst-Süd (5,05 km²) 9. Neuwirtshauser Forst (20,73 km²) 10. Omerz und Roter Berg (6,52 km²) 11. Römershager Forst-Nord (12,92 km²) 12. Römershager Forst-Ost (3,76 km²) 13. Roßbacher Forst (21,15 km²) 14. Waldfensterer Forst (11,31 km²) | Verwaltungsgemeinschaften 1. Bad Brückenau (Märkte Geroda und Schondra, communs Oberleichtersbach et Riedenberg) 2. Elfershausen (Markt Elfershausen et commune Fuchsstadt) 3. Euerdorf (Märkte Euerdorf und Sulzthal, communes Aura a.d.Saale et Ramsthal) 4. Maßbach (Markt Maßbach et communes Rannungen et Thundorf i.UFr.) |

### Localités
- Weichtungen